# 1920年アントワープオリンピックのギリシャ選手団
1920年アントワープオリンピックのギリシャ選手団（1920ねんアントワープオリンピックのギリシャせんしゅだん）は、1920年8月14日から9月12日にかけてベルギーのアントウェルペン州アントワープで開催された1920年アントワープオリンピックのギリシャ選手団、およびその競技結果。

## 概要
今大会は銀メダル1個を獲得した。

## メダル
| メダル | 選手名 | 競技 | 種目                          |
| ------ | ------ | ---- | ----------------------------- |
| 銀     | [[]]   | 射撃 | 男子30mミリタリーピストル団体 |